# Sirhowy River
Sirhowy River är ett vattendrag i Storbritannien.   Det ligger i kommunen Caerphilly och riksdelen Wales, i den södra delen av landet, 210 km väster om huvudstaden London.